# وست‌پوینت (کالیفرنیا)
وست‌پوینت (به انگلیسی: West Point) یک منطقهٔ مسکونی در ایالات متحده آمریکا است که در شهرستان کالاوراس، کالیفرنیا واقع شده‌است. وست‌پوینت ۹٫۶۳۲ کیلومتر مربع مساحت و ۶۷۴ نفر جمعیت دارد و ۸۴۴ متر بالاتر از سطح دریا واقع شده‌است.